# Guglielmo Grassi
Guglielmo Grassi (Genzano, 3 marzo 1868 – Marino, 14 settembre 1954) è stato un vescovo cattolico italiano.

## Biografia
Fu abate parroco della basilica collegiata di San Barnaba di Marino dal 1908 e anche canonico della collegiata della Santissima Trinità di Genzano di Roma, chiamatovi dal vescovo di Albano cardinale Gennaro Granito Pignatelli di Belmonte, e vescovo titolare di Damiata (elevato da Pio XI il 13 gennaio 1937).
A Marino monsignor Grassi rinvigorì la comunità parrocchiale, provata dall'ostilità della maggioranza repubblicana, tanto che nel 1911 si ebbe il primo sindaco di provenienza cattolica dal 1870. Inoltre costituì il gruppo dell'Azione Cattolica e l'oratorio parrocchiale, con l'aiuto di Zaccaria Negroni, Emilio Giaccone e di altri collaboratori. Inoltre durante la prima guerra mondiale accolse i figli delle donne che dovendo andare a lavorare e non avevano un luogo dove lasciare i piccoli, costituendo un asilo. Durante il secondo conflitto mondiale, in cui Marino fu duramente colpita, aprì le porte dei sotterranei della basilica a numerosi sfollati. Costituì un cinema parrocchiale (detto dai marinesi i cinema de' i preti), e la Cassa Rurale Artigiana.

## Genealogia episcopale
La genealogia episcopale è:
- Cardinale Scipione Rebiba
- Cardinale Giulio Antonio Santori
- Cardinale Girolamo Bernerio, O.P.
- Arcivescovo Galeazzo Sanvitale
- Cardinale Ludovico Ludovisi
- Cardinale Luigi Caetani
- Cardinale Ulderico Carpegna
- Cardinale Paluzzo Paluzzi Altieri degli Albertoni
- Papa Benedetto XIII
- Papa Benedetto XIV
- Papa Clemente XIII
- Cardinale Bernardino Giraud
- Cardinale Alessandro Mattei
- Cardinale Pietro Francesco Galleffi
- Cardinale Giacomo Filippo Fransoni
- Cardinale Carlo Sacconi
- Cardinale Edward Henry Howard
- Cardinale Mariano Rampolla del Tindaro
- Cardinale Gennaro Granito Pignatelli di Belmonte
- Vescovo Guglielmo Grassi